# Iole de Freitas
Iole Antunes de Freitas (Belo Horizonte, Minas Gerais, 1945) és una escultora brasilera, gravadora de marbre i artista d'instal·lació.
Nascuda a Belo Horizonte, anà a viure a Rio de Janeiro en la seva joventut i va estudiar a l'Escola de Disseny Industrial (ESDI) a la Universitat de l'Estat de Rio de Janeiro entre 1964 i 1965. Durant la dècada de l'any 1970 va treballar a Milà com a dissenyadora a Olivetti al costat de l'arquitecte Hans von Klier. Va començar a desenvolupar i exhibir el seu treball de 1973, treballant amb fotografia experimental i Super 8. El seu tema més destacat era la representació del cos. També va presentar una exposició a Milà. En 1975 va participar en la novena Biennal de París.
Durant la dècada de 1980 va tornar a Brasil, adoptant l'escultura com el seu mitjà d'expressió artístic. Utilitza materials com a cable, teixit, acer, coure, pedra i aigua per crear els seus treballs. El 1986 va rebre la beca Fulbright-Capes que atorga el MoMA a Nova York. Posteriorment dirigiria l'Institut Nacional de Belles Arts Funarte de 1987 a 1989. Va rebre la Bolsa Vitae d'Arts Plàstiques el 1991. És professora d'escultura a l'Escola d'Artes Visuais Parc Lage.
Els seus treballs poden ser trobats en el Museu d'Art Contemporani de Rio Grande do Sul, el Museu d'Art Modern Rio de Janeiro, el Museu de São Paulo d'Art Modern, el Museu Nacional de Belles arts i el Museu d'Art de Pampulha. El seu treball per a Casa Daros "Para que servem como paredes museu?", va estar premiat per la història de coberta del 90è número de la revista ArtNexus.